# 영재학교
영재학교(英才學校)는 영재교육의 목적으로 설립된 학교이다. 2020년 기준으로 대한민국에는 과학을 공부하기 위한 고등학교 과정의 과학영재학교가 한국과학기술원 부설 한국과학영재학교(부산), 서울과학고등학교(서울), 경기과학고등학교(경기), 대구과학고등학교(대구), 대전과학고등학교(대전), 광주과학고등학교(광주)로 총 6개의 영재학교가 있다. 과학예술영재학교로는 세종과학예술영재학교(세종)와 인천과학예술영재학교(인천)의 2개교가 있다.
법률상으로는 초등학교나 중학교 과정의 과학영재학교도 지정될 수 있지만 현재 시행령에 의해 고등학교 과정만 지정 가능하다. 과학고등학교에서 전환된 경우가 많기 때문에 이름이 과학고등학교인 경우가 많지만 입시에서는 과학고등학교와 구분하기 위해 영재학교라고 부른다.